# سيرجي خاروك وأوليكسندر خاروك
الأخوان التوأمان سيرجي هريهوروفيتش خاروك وأوليكسندر هريهوروفيتش خاروك (من مواليد 30 يناير 1960، كييف) هما فنانان أوكرانيان. يعملان في العديد من أشكال الفن مثل تصميم العملات المعدنية والأوراق النقدية، والطوابع البريدية؛ وتصميم الميداليات؛ وتصميم أغلفة الكتب، والرسوم داخل الكتب، والتصميم الجرافيكي، وغيرها من الرسوم.
وهما من أعضاء اتحاد كييف للفنانين الكتاب.

## السيرة التعليمية
- كلية كييف للفنون والصناعة (مع مرتبة الشرف)، 1980.
- معهد كييف للطباعة البوليجرافية باسم إيفان فيدوروف (مع مرتبة الشرف)، 1991.
- التدريب في سويسرا في شركة "De LA Rue giori SA" (تصميم الأوراق النقدية)، 1994.
- التدريب في سويسرا في شركة "De LA Rue giori SA" (تصميم الأوراق النقدية)، 1998.[1]

## النشاط المهني
- دار سك العملة والأوراق النقدية للبنك الوطني الأوكراني[الأوكرانية] (تصميم الأوراق النقدية)، 1993–2002.
- دار سك العملة والأوراق النقدية للبنك الوطني الأوكراني (تصميم العملات المعدنية)، 2002–2019.
- "البريد الأوكراني" - تصميم طوابع البريد في أوكرانيا، 1992-2019.
- "دار النشر "في القانون" (الأدب القانوني)، 2004-2016.